# Formuła 1 Sezon 2008
Sezon 2008 Formuły 1 był 59. sezonem Mistrzostw Świata Formuły 1. Tytuł mistrza kierowców zdobył Lewis Hamilton pobijając rekord najmłodszego mistrza świata Fernando Alonso z 2005 roku, natomiast mistrzostwo konstruktorów zdobył zespół Ferrari.

## Opis sezonu

### Prezentacje i pierwsze testy samochodów
| Samochód          | Prezentacja                                   | Pierwsze testy                                  |
| ----------------- | --------------------------------------------- | ----------------------------------------------- |
| Ferrari F2008     | 6 stycznia 2008 – Maranello, Włochy           | 7 stycznia 2008 – Fiorano, Włochy               |
| McLaren MP4-23    | 7 stycznia 2008 – Stuttgart, Niemcy           | 9 stycznia 2008 – Circuito Permanente de Jerez  |
| Toyota TF108      | 10 stycznia 2008 – Kolonia, Niemcy            | 13 stycznia 2008 – Circuito Permanente de Jerez |
| BMW Sauber F1.08  | 14 stycznia 2008 – Monachium, Niemcy          | 15 stycznia 2008 – Circuit Ricardo Tormo        |
| Red Bull RB4      | 16 stycznia 2008 – Jerez, Hiszpania           | 16 stycznia 2008 – Circuito Permanente de Jerez |
| Renault R28       | 31 stycznia 2008 – Paryż, Francja             | 21 stycznia 2008 – Circuit Ricardo Tormo        |
| Williams FW30     | 3 marca 2008 – Grove, Wielka Brytania (Barwy) | 21 stycznia 2008 – Circuit Ricardo Tormo        |
| Honda RA108       | 29 stycznia 2008 – Brackley, Wielka Brytania  | 23 stycznia 2008 – Circuit Ricardo Tormo        |
| Force India VJM01 | 7 lutego 2008 – Mumbaj, Indie                 | 25 lutego 2008 – Circuit de Catalunya           |
| Super Aguri SA08  | 19 lutego 2008 – Barcelona, Hiszpania         | 19 lutego 2008 – Circuit de Catalunya           |
| Toro Rosso        | [ 17 ]                                        | –                                               |

### Testy zimowe
Przed sezonem zespoły odbyły pięć testów.
| Tor / Lokalizacja                             | Data        | Czas     | Kierowca          | Samochód        |
| --------------------------------------------- | ----------- | -------- | ----------------- | --------------- |
| Circuito Permanente de Jerez Hiszpania, Jerez | 14 stycznia | 1:19.846 | Kimi Räikkönen    | Ferrari F2008   |
| Circuito Permanente de Jerez Hiszpania, Jerez | 15 stycznia | 1:19.503 | Fernando Alonso   | Renault R27     |
| Circuito Permanente de Jerez Hiszpania, Jerez | 16 stycznia | 1:19.799 | Timo Glock        | Toyota TF108    |
| Circuit Ricardo Tormo Hiszpania, Walencja     | 22 stycznia | 1:12.182 | Felipe Massa      | Ferrari F2008   |
| Circuit Ricardo Tormo Hiszpania, Walencja     | 23 stycznia | 1:11.000 | Heikki Kovalainen | McLaren MP4-23  |
| Circuit Ricardo Tormo Hiszpania, Walencja     | 24 stycznia | 1:11.189 | Kimi Räikkönen    | Ferrari F2008   |
| Circuit de Catalunya Hiszpania, Barcelona     | 1 lutego    | 1:22.263 | Lewis Hamilton    | McLaren MP4-23  |
| Circuit de Catalunya Hiszpania, Barcelona     | 2 lutego    | 1:21.679 | Sebastian Vettel  | Toro Rosso STR2 |
| Circuit de Catalunya Hiszpania, Barcelona     | 3 lutego    | 1:22.385 | Mark Webber       | Red Bull RB4    |
| Circuito Permanente de Jerez Hiszpania, Jerez | 12 lutego   | 1:19.102 | Lewis Hamilton    | McLaren MP4-23  |
| Circuito Permanente de Jerez Hiszpania, Jerez | 13 lutego   | 1:18.628 | Mark Webber       | Red Bull RB4    |
| Circuito Permanente de Jerez Hiszpania, Jerez | 14 lutego   | 1:17.974 | Heikki Kovalainen | McLaren MP4-23  |
| Circuit de Catalunya Hiszpania, Barcelona     | 25 lutego   | 1:22.276 | Lewis Hamilton    | McLaren MP4-23  |
| Circuit de Catalunya Hiszpania, Barcelona     | 26 lutego   | 1:21.234 | Lewis Hamilton    | McLaren MP4-23  |
| Circuit de Catalunya Hiszpania, Barcelona     | 27 lutego   | 1:20.801 | Jarno Trulli      | Toyota TF108    |

### Testy w trakcie sezonu
| Tor / Lokalizacja                             | Data         | Czas     | Kierowca           | Samochód         |
| --------------------------------------------- | ------------ | -------- | ------------------ | ---------------- |
| Circuit de Catalunya Hiszpania, Barcelona     | 14 kwietnia  | 1:18,339 | Felipe Massa       | Ferrari F2008    |
| Circuit de Catalunya Hiszpania, Barcelona     | 15 kwietnia  | 1:18,928 | Rubens Barrichello | Honda RA108      |
| Circuit de Catalunya Hiszpania, Barcelona     | 16 kwietnia  | 1:18,483 | Fernando Alonso    | Renault R28      |
| Circuit de Catalunya Hiszpania, Barcelona     | 17 kwietnia  | 1:21,953 | Mark Webber        | Red Bull RB4     |
| Circuit Paul Ricard Francja, Le Castellet     | 14 maja      | 1:05,600 | Lewis Hamilton     | McLaren MP4-23   |
| Circuit Paul Ricard Francja, Le Castellet     | 15 maja      | 1:05,381 | Kimi Raikkonen     | Ferrari F2008    |
| Circuit Paul Ricard Francja, Le Castellet     | 16 maja      | 1:31,360 | Jarno Trulli       | Toyota TF108     |
| Circuit de Catalunya Hiszpania, Barcelona     | 12 czerwca   | 1:22,412 | Luca Badoer        | Ferrari F2008    |
| Circuit de Catalunya Hiszpania, Barcelona     | 13 czerwca   | 1:21,013 | Luca Badoer        | Ferrari F2008    |
| Circuit de Catalunya Hiszpania, Barcelona     | 14 czerwca   | 1:20,076 | Nelson Piquet Jr.  | Renault R28      |
| Silverstone Circuit Wielka Brytania, Londyn   | 24 czerwca   | 1:20,188 | Felipe Massa       | Ferrari F2008    |
| Silverstone Circuit Wielka Brytania, Londyn   | 25 czerwca   | 1:20,015 | Heikki Kovalainen  | McLaren MP4-23   |
| Silverstone Circuit Wielka Brytania, Londyn   | 26 czerwca   | 1:19,170 | Lewis Hamilton     | McLaren MP4-23   |
| Hockenheimring Circuit Niemcy, Hockenheim     | 8 lipca      | 1:15,483 | Lewis Hamilton     | McLaren MP4-23   |
| Hockenheimring Circuit Niemcy, Hockenheim     | 9 lipca      | 1:14,872 | Lewis Hamilton     | McLaren MP4-23   |
| Hockenheimring Circuit Niemcy, Hockenheim     | 10 lipca     | 1:14,989 | Felipe Massa       | Ferrari F2008    |
| Circuito Permanente de Jerez Hiszpania, Jerez | 22 lipca     | 1:19,844 | Sebastian Vettel   | Toro Rosso STR3  |
| Circuito Permanente de Jerez Hiszpania, Jerez | 23 lipca     | 1:18,843 | Sebastian Vettel   | Toro Rosso STR3  |
| Circuito Permanente de Jerez Hiszpania, Jerez | 24 lipca     | 1:18,843 | Mark Webber        | Red Bull RB4     |
| Circuito Permanente de Jerez Hiszpania, Jerez | 25 lipca     | 1:18,385 | Heikki Kovalainen  | McLaren MP4-23   |
| Autodromo Nazionale di Monza Włochy, Monza    | 27 sierpnia  | 1:23,428 | Felipe Massa       | Ferrari F2008    |
| Autodromo Nazionale di Monza Włochy, Monza    | 28 sierpnia  | 1:22,621 | Nick Heidfeld      | BMW Sauber F1.08 |
| Autodromo Nazionale di Monza Włochy, Monza    | 29 sierpnia  | 1:22,967 | Lewis Hamilton     | McLaren MP4-23   |
| Circuito Permanente de Jerez Hiszpania, Jerez | 16 września  | 1:21,581 | Marko Asmer        | BMW Sauber F1.08 |
| Circuito Permanente de Jerez Hiszpania, Jerez | 17 września  | 1:19,537 | Christian Klien    | BMW Sauber F1.08 |
| Circuito Permanente de Jerez Hiszpania, Jerez | 18 września  | 1:18,001 | Sebastian Vettel   | Red Bull RB4     |
| Circuito Permanente de Jerez Hiszpania, Jerez | 19 września  | 1:18,992 | Pedro de la Rosa   | McLaren MP4-23   |
| Circuit de Catalunya Hiszpania, Barcelona     | 17 listopada | 1:20,763 | Takuma Satō        | Toro Rosso STR3  |
| Circuit de Catalunya Hiszpania, Barcelona     | 18 listopada | 1:19,751 | Sebastian Vettel   | Red Bull RB4     |
| Circuit de Catalunya Hiszpania, Barcelona     | 19 listopada | 1:19,295 | Sebastian Vettel   | Red Bull RB4     |
| Circuito Permanente de Jerez Hiszpania, Jerez | 9 grudnia    | 1:18,742 | Sebastien Buemi    | Toro Rosso STR3  |
| Circuito Permanente de Jerez Hiszpania, Jerez | 10 grudnia   | 1:18,073 | Sebastien Buemi    | Toro Rosso STR3  |
| Circuito Permanente de Jerez Hiszpania, Jerez | 11 grudnia   | 1:17,258 | Sebastien Buemi    | Toro Rosso STR3  |
| Circuito Permanente de Jerez Hiszpania, Jerez | 15 grudnia   | 1:17,704 | Sebastien Buemi    | Toro Rosso STR3  |
| Circuito Permanente de Jerez Hiszpania, Jerez | 16 grudnia   | 1:17,029 | Sebastien Buemi    | Toro Rosso STR3  |
| Circuito Permanente de Jerez Hiszpania, Jerez | 17 grudnia   | 1:16,617 | Sebastian Vettel   | Red Bull RB4     |

| Początek     | Dni | Tor                          | Lokalizacja  |
| ------------ | --- | ---------------------------- | ------------ |
| 14 kwietnia  | 4   | Circuit de Catalunya         | Barcelona    |
| 14 maja      | 3   | Circuit Paul Ricard          | Le Castellet |
| 11 czerwca   | 3   | Circuit de Catalunya         | Barcelona    |
| 25 czerwca   | 3   | Silverstone Circuit          | Silverstone  |
| 8 lipca      | 3   | Hockenheimring               | Hockenheim   |
| 22 lipca     | 4   | Circuito Permanente de Jerez | Jerez        |
| 27 sierpnia  | 3   | Autodromo Nazionale di Monza | Monza        |
| 17 września  | 3   | Circuit de Catalunya         | Barcelona    |
| 18 listopada | 3   | Circuit de Catalunya         | Barcelona    |
| 9 grudnia    | 3   | Circuito Permanente de Jerez | Jerez        |
| 15 grudnia   | 3   | Circuito Permanente de Jerez | Jerez        |

## Lista startowa
Numery startowe zostały określone na podstawie klasyfikacji kierowców i konstruktorów sezonu 2007.
| Zespół                       | Konstruktor       | Samochód    | Silnik (2.4l V8) | Opony | Nr | Kierowcy wyścigowi   | Rundy | Kierowcy rezerwowi                                       |
| ---------------------------- | ----------------- | ----------- | ---------------- | ----- | -- | -------------------- | ----- | -------------------------------------------------------- |
| Scuderia Ferrari Marlboro    | Ferrari           | F2008       | Ferrari 056      | B     | 1  | Kimi Räikkönen       | 1–18  | Luca Badoer Marc Gene Michael Schumacher                 |
| Scuderia Ferrari Marlboro    | Ferrari           | F2008       | Ferrari 056      | B     | 2  | Felipe Massa         | 1–18  | Luca Badoer Marc Gene Michael Schumacher                 |
| BMW Sauber F1 Team           | BMW               | F1.08       | BMW P86/8        | B     | 3  | Nick Heidfeld        | 1–18  | Christian Klien Marko Asmer                              |
| BMW Sauber F1 Team           | BMW               | F1.08       | BMW P86/8        | B     | 4  | Robert Kubica        | 1–18  | Christian Klien Marko Asmer                              |
| ING Renault F1 Team          | Renault           | R28         | Renault RS27     | B     | 5  | Fernando Alonso      | 1–18  | Romain Grosjean Lucas Di Grassi Sakon Yamamoto           |
| ING Renault F1 Team          | Renault           | R28         | Renault RS27     | B     | 6  | Nelson Piquet Jr.    | 1–18  | Romain Grosjean Lucas Di Grassi Sakon Yamamoto           |
| AT&T WilliamsF1 Team         | Williams-Toyota   | FW30        | Toyota RVX-08    | B     | 7  | Nico Rosberg         | 1–18  | Nico Hülkenberg                                          |
| AT&T WilliamsF1 Team         | Williams-Toyota   | FW30        | Toyota RVX-08    | B     | 8  | Kazuki Nakajima      | 1–18  | Nico Hülkenberg                                          |
| Red Bull Racing              | Red Bull-Renault  | RB4         | Renault RS27     | B     | 9  | David Coulthard      | 1–18  | Sébastien Buemi Robert Doornbos                          |
| Red Bull Racing              | Red Bull-Renault  | RB4         | Renault RS27     | B     | 10 | Mark Webber          | 1–18  | Sébastien Buemi Robert Doornbos                          |
| Panasonic Toyota Racing      | Toyota            | TF108       | Toyota RVX-08    | B     | 11 | Jarno Trulli         | 1–18  | Kamui Kobayashi                                          |
| Panasonic Toyota Racing      | Toyota            | TF108       | Toyota RVX-08    | B     | 12 | Timo Glock           | 1–18  | Kamui Kobayashi                                          |
| Scuderia Toro Rosso          | STR-Ferrari       | STR2B STR3† | Ferrari 056      | B     | 14 | Sébastien Bourdais   | 1–18  | Brendon Hartley                                          |
| Scuderia Toro Rosso          | STR-Ferrari       | STR2B STR3† | Ferrari 056      | B     | 15 | Sebastian Vettel     | 1–18  | Brendon Hartley                                          |
| Honda Racing F1 Team         | Honda             | RA108       | Honda RA808E     | B     | 16 | Jenson Button        | 1–18  | Alexander Wurz Mike Conway Anthony Davidson Luca Filippi |
| Honda Racing F1 Team         | Honda             | RA108       | Honda RA808E     | B     | 17 | Rubens Barrichello   | 1–18  | Alexander Wurz Mike Conway Anthony Davidson Luca Filippi |
| Super Aguri F1 Team‡         | Super Aguri-Honda | SA08        | Honda RA808E     | B     | 18 | Takuma Satō          | 1–4   |                                                          |
| Super Aguri F1 Team‡         | Super Aguri-Honda | SA08        | Honda RA808E     | B     | 19 | Anthony Davidson     | 1–4   |                                                          |
| Force India Formula One Team | Force India       | VJM01       | Ferrari 056      | B     | 20 | Adrian Sutil         | 1–18  | Vitantonio Liuzzi                                        |
| Force India Formula One Team | Force India       | VJM01       | Ferrari 056      | B     | 21 | Giancarlo Fisichella | 1–18  | Vitantonio Liuzzi                                        |
| Vodafone McLaren Mercedes    | McLaren-Mercedes  | MP4-23      | Mercedes FO 108V | B     | 22 | Lewis Hamilton       | 1–18  | Pedro de la Rosa Gary Paffett Paul di Resta              |
| Vodafone McLaren Mercedes    | McLaren-Mercedes  | MP4-23      | Mercedes FO 108V | B     | 23 | Heikki Kovalainen    | 1–18  | Pedro de la Rosa Gary Paffett Paul di Resta              |
| Zespół                       | Konstruktor       | Samochód    | Silnik (2.4l V8) | Opony | Nr | Kierowcy wyścigowi   | Rundy | Kierowcy rezerwowi                                       |

† Bolid STR3 zadebiutował podczas Grand Prix Monako 2008.

‡ Super Aguri wycofało się z rywalizacji po Grand Prix Hiszpanii.

### Zmiany w zespołach
McLaren
- Fernando Alonso odszedł z zespołu za obopólną zgodą po zaledwie jednym sezonie współpracy[70].
- W związku z tzw. „aferą szpiegowską” zespół miał udowodnić, że ich nowy samochód nie wykorzystuje żadnych technologii będących własnością intelektualną Ferrari. Podczas pierwszego posiedzenia WMSC orzekła, że obydwa zaangażowane zespoły powinny zapoznać się ze szczegółowym raportem w tej sprawie i ustaliła datę kolejnego posiedzenia na 14 lutego 2008 roku[71] Ostatecznie, zgodnie z sugestią Maxa Molseya, zrezygnowano z tego kroku[72].
- Pedro de la Rosa przedłużył kontrakt z zespołem na sezony 2008 i 2009.[73]
- Heikki Kovalainen został potwierdzony jako następca Alonso w zespole[74].
- Gary Paffett przedłużył kontrakt z zespołem i pozostał ich drugim kierowcą testowym[74].

BMW Sauber
- Nick Heidfeld i Robert Kubica przedłużyli kontrakt z zespołem[75]

Renault
- Zespół nie przedłużył kontraktu z Giancarlo Fisichellą i Heikki Kovalainenem.
- Nowymi kierowcami zespołu zostali Nelson Piquet i Fernando Alonso, który powrócił do francuskiej ekipy po roku spędzonym w McLarenie[76].

Williams
- Kazuki Nakajima, który wystartował w barwach Williamsa w Grand Prix Brazylii 2007, zastępując Alexandra Wurza, podpisał kontrakt na starty w sezonie 2008.[77]
- Nico Rosberg przedłużył kontrakt z zespołem na sezony 2008 i 2009.[78]
- Nico Hülkenberg został nowym kierowcą testowym zespołu[79].

Toyota
- Ralf Schumacher odszedł z zespołu z końcem sezonu[80].
- Francuz Franck Montagny, który pełnił rolę kierowcy testowego, odszedł z zespołu[81]. Jego miejsce zajął Kamui Kobayashi[82].
- Timo Glock zastąpił Ralfa Schumachera[83].

Honda
- Ross Brawn został nowym szefem zespołu[84].
- Nick Fry został mianowany dyrektorem naczelnym zespołu[84].
- Alexander Wurz podpisał kontrakt z zespołem. Jest nowym kierowca rezerwowym i testowym Hondy[85]

Toro Rosso
- Sébastien Bourdais dołączył do zespołu Scuderia Toro Rosso, w którym zastąpił Vitantonio Liuzziego. Partnerem Francuza został Sebastian Vettel.
- Zespół w pierwszych wyścigach wystawił nieznacznie zmodyfikowany ubiegłoroczny samochód[86].

Super Aguri
- Zespół Super Aguri zbudował własny bolid z silnikiem Hondy[87].
- Głównymi kierowcami zespołu pozostali Takuma Satō i Anthony Davidson.
- Zespół po GP Hiszpanii wycofał się z dalszej rywalizacji. Spowodowane to było problemami finansowymi zespołu[88].

Force India
- Zespół został utworzony na bazie Spykera.
- Adrian Sutil pozostał w zespole zgodnie z obowiązującym go kontraktem, zawartym jeszcze ze Spykerem[89].
- Zespół zatrudnił 20 września 2007 Roldana Rodrigueza jako kierowcę testowego na zimowe testy 2007/08[90].
- Na początku sezonu zespół planował użyć przystosowanego do nowych przepisów Spykera F8-VIIB. Debiut nowego samochodu zaplanowano na Grand Prix Wielkiej Brytanii[91]

Prodrive
- Firma Prodrive została wybrana spośród kilku, które rywalizowały w 2006 roku o jedyne wolne miejsce. O wystawienie swoich zespołów starali się m.in.: Eddie Jordan (Jordan Grand Prix), Paul Stoddart (Minardi), a także firmy Direxiv i Carlin Motorsport.
- Prodrive nie planował budowy własnych samochodów, mając zamiar zakupić bolidy McLarena. Z powodu sprzeciwu niektórych zespołów oraz braku porozumienia w sprawie tzw. samochodów klienckich (ang. customer cars), Prodrive zmuszony był do rezygnacji z wystartowania w zawodach[92]. David Richards, szef Prodrive, zaniechał ostatecznie wejście do F1 w sezonie 2008[93].

## Eliminacje
|    | Oficjalna nazwa                         | Grand Prix        | Tor                            | Data            | Czas polski | Czas lokalny |
| -- | --------------------------------------- | ----------------- | ------------------------------ | --------------- | ----------- | ------------ |
| 1  | ING Australian Grand Prix               | Australii         | Albert Park                    | 16 marca        | 5:30        | 15:30        |
| 2  | Petronas Malaysian Grand Prix           | Malezji           | Sepang International Circuit   | 23 marca        | 8:00        | 15:00        |
| 3  | Gulf Air Bahrain Grand Prix             | Bahrajnu          | Bahrain International Circuit  | 6 kwietnia      | 13:30       | 14:30        |
| 4  | Gran Premio Telefónica de España        | Hiszpanii         | Circuit de Catalunya           | 27 kwietnia     | 14:00       | 14:00        |
| 5  | Petrol Ofisi Turkish Grand Prix         | Turcji            | Istanbul Autodrom Circuit      | 11 maja         | 14:00       | 15:00        |
| 6  | Grand Prix de Monaco                    | Monako            | Circuit de Monaco              | 25 maja         | 14:00       | 14:00        |
| 7  | Grand Prix du Canada                    | Kanady            | Circuit Gilles Villeneuve      | 8 czerwca       | 19:00       | 13:00        |
| 8  | Grand Prix de France                    | Francji           | Magny Cours                    | 22 czerwca      | 14:00       | 14:00        |
| 9  | Santander British Grand Prix            | Wielkiej Brytanii | Silverstone Circuit            | 6 lipca         | 14:00       | 13:00        |
| 10 | Grosser Preis Santander von Deutschland | Niemiec           | Hockenheimring                 | 20 lipca        | 14:00       | 14:00        |
| 11 | ING Magyar Nagydíj                      | Węgier            | Hungaroring                    | 3 sierpnia      | 14:00       | 14:00        |
| 12 | Grand Prix of Europe                    | Europy            | Valencia Street Circuit        | 24 sierpnia     | 14:00       | 14:00        |
| 13 | ING Belgian Grand Prix                  | Belgii            | Circuit de Spa Francorchamps   | 7 września      | 14:00       | 14:00        |
| 14 | Gran Premio Santander d’Italia          | Włoch             | Autodromo Nazionale di Monza   | 14 września     | 14:00       | 14:00        |
| 15 | SingTel Singapore Grand Prix            | Singapuru         | Marina Bay Street Circuit      | 28 września     | 14:00       | 20:00        |
| 16 | Fuji Television Japanese Grand Prix     | Japonii           | Fuji International Speedway    | 12 października | 6:30        | 13:30        |
| 17 | Sinopec Chinese Grand Prix              | Chin              | Shanghai International Circuit | 19 października | 9:00        | 15:00        |
| 18 | Grande Prêmio do Brasil                 | Brazylii          | Interlagos                     | 2 listopada     | 18:00       | 14:00        |
|    | Oficjalna nazwa                         | Grand Prix        | Tor                            | Data            | Czas polski | Czas lokalny |

### Zmiany
- Zgodnie z umową pomiędzy torami Hockenheimring i Nürburgring Grand Prix Niemiec odbył się na pierwszym z torów.
- Grand Prix Europy zostało zorganizowane na torze ulicznym w Walencji.
- Zostało zorganizowane Grand Prix Singapuru na torze ulicznym, jako pierwszy wyścig rozgrywany w nocy.
- Nie odbył się wyścig o Grand Prix USA.
- Zamieniono kolejność: Grand Prix Belgii z Grand Prix Włoch oraz Grand Prix Chin z Grand Prix Japonii[94]

## Wyniki

### Najlepsze wyniki w Grand Prix
|                              | Pole position     | Pole position | Najszybsze okrążenie | Najszybsze okrążenie | Zwycięzca         | Zwycięzca  |
| ---------------------------- | ----------------- | ------------- | -------------------- | -------------------- | ----------------- | ---------- |
| Grand Prix Australii         | Lewis Hamilton    | McLaren       | Heikki Kovalainen    | McLaren              | Lewis Hamilton    | McLaren    |
| Grand Prix Malezji           | Felipe Massa      | Ferrari       | Nick Heidfeld        | BMW                  | Kimi Räikkönen    | Ferrari    |
| Grand Prix Bahrajnu          | Robert Kubica     | BMW           | Heikki Kovalainen    | McLaren              | Felipe Massa      | Ferrari    |
| Grand Prix Hiszpanii         | Kimi Räikkönen    | Ferrari       | Kimi Räikkönen       | Ferrari              | Kimi Räikkönen    | Ferrari    |
| Grand Prix Turcji            | Felipe Massa      | Ferrari       | Kimi Räikkönen       | Ferrari              | Felipe Massa      | Ferrari    |
| Grand Prix Monako            | Felipe Massa      | Ferrari       | Kimi Räikkönen       | Ferrari              | Lewis Hamilton    | McLaren    |
| Grand Prix Kanady            | Lewis Hamilton    | McLaren       | Kimi Räikkönen       | Ferrari              | Robert Kubica     | BMW        |
| Grand Prix Francji           | Kimi Räikkönen    | Ferrari       | Kimi Räikkönen       | Ferrari              | Felipe Massa      | Ferrari    |
| Grand Prix Wielkiej Brytanii | Heikki Kovalainen | McLaren       | Kimi Räikkönen       | Ferrari              | Lewis Hamilton    | McLaren    |
| Grand Prix Niemiec           | Lewis Hamilton    | McLaren       | Nick Heidfeld        | BMW                  | Lewis Hamilton    | McLaren    |
| Grand Prix Węgier            | Lewis Hamilton    | McLaren       | Kimi Räikkönen       | Ferrari              | Heikki Kovalainen | McLaren    |
| Grand Prix Europy            | Felipe Massa      | Ferrari       | Felipe Massa         | Ferrari              | Felipe Massa      | Ferrari    |
| Grand Prix Belgii            | Lewis Hamilton    | McLaren       | Kimi Räikkönen       | Ferrari              | Felipe Massa      | Ferrari    |
| Grand Prix Włoch             | Sebastian Vettel  | Toro Rosso    | Kimi Räikkönen       | Ferrari              | Sebastian Vettel  | Toro Rosso |
| Grand Prix Singapuru         | Felipe Massa      | Ferrari       | Kimi Räikkönen       | Ferrari              | Fernando Alonso   | Renault    |
| Grand Prix Japonii           | Lewis Hamilton    | McLaren       | Felipe Massa         | Ferrari              | Fernando Alonso   | Renault    |
| Grand Prix Chin              | Lewis Hamilton    | McLaren       | Lewis Hamilton       | McLaren              | Lewis Hamilton    | McLaren    |
| Grand Prix Brazylii          | Felipe Massa      | Ferrari       | Felipe Massa         | Ferrari              | Felipe Massa      | Ferrari    |

### Klasyfikacje szczegółowe

#### Kierowcy

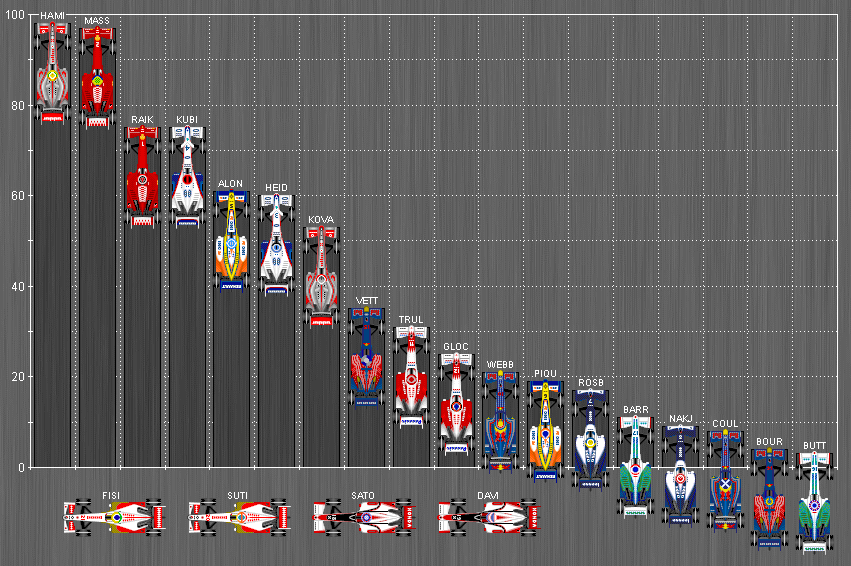
Klasyfikacja kierowców na wykresie

| Legenda oznaczeń w tabelach wyników Wyświetl szablon na nowej stronie | Legenda oznaczeń w tabelach wyników Wyświetl szablon na nowej stronie                                                                     |
| Oznaczenie                                                            | Wyjaśnienie |
| --------------------------------------------------------------------- | --- |
| Złoty                                                                 | Zwycięzca lub mistrzostwo |
| Srebrny                                                               | 2. miejsce lub wicemistrzostwo |
| Brązowy                                                               | 3. miejsce lub II wicemistrzostwo |
| Zielony                                                               | Ukończył, punktował (w klasyfikacji generalnej, gdy zdobył co najmniej jeden punkt na przestrzeni sezonu, poza trzema powyższymi opcjami) |
| Niebieski                                                             | Ukończył, nie punktował (w klasyfikacji generalnej, gdy nie zdobył co najmniej jednego punktu na przestrzeni sezonu)                      |
| Czerwony                                                              | Nie zakwalifikował się (NZ) |
| Czerwony                                                              | Nie prekwalifikował się (NPK) |
| Różowy                                                                | Nie ukończył (NU) |
| Różowy                                                                | Niesklasyfikowany (NS) (w klasyfikacji generalnej, gdy nie został sklasyfikowany w żadnym wyścigu sezonu)                                 |
| Czarny                                                                | Zdyskwalifikowany (DK) |
| Czarny                                                                | Wykluczony (WYK/EX) |
| Biały                                                                 | Nie wystartował (NW) |
| Biały                                                                 | Kontuzjowany (K/INJ) |
| Biały                                                                 | Wyścig odwołany (OD/C) |
| Bez koloru                                                            | Został wycofany (WYC/WD) |
| Bez koloru                                                            | Nie przybył (NP/DNA) |
| Bez koloru                                                            | Nie brał udziału w treningach (NT/DNP) |
| Bez koloru                                                            | Nie został zgłoszony (–) |
| Pogrubienie                                                           | Start z pole position |
| Kursywa                                                               | Najszybsze okrążenie wyścigu |
| †                                                                     | Nie ukończył, ale jego rezultat został zaliczony ze względu na przejechanie więcej niż 90% dystansu wyścigu.                              |
| *                                                                     | Sezon w trakcie |
| 1/2/3                                                                 | Punktowana pozycja w sprincie |
| Lista systemów punktacji Formuły 1                                    | |

| Poz. | Kierowca             | Konstruktor | Australia | Malezja | Bahrajn | Hiszpania | Turcja | Monako | Kanada |    | Wielka Brytania | Niemcy | Węgry | Unia Europejska | Belgia | Włochy | Singapur | Japonia |    | Brazylia | Punkty |
| ---- | -------------------- | ----------- | --------- | ------- | ------- | --------- | ------ | ------ | ------ | -- | --------------- | ------ | ----- | --------------- | ------ | ------ | -------- | ------- | -- | -------- | ------ |
| 1    | Lewis Hamilton       | McLaren     | 1         | 5       | 13      | 3         | 2      | 1      | NU     | 10 | 1               | 1      | 5     | 2               | 3      | 7      | 3        | 12      | 1  | 5        | 98     |
| 2    | Felipe Massa         | Ferrari     | NU        | NU      | 1       | 2         | 1      | 3      | 5      | 1  | 13              | 3      | 17†   | 1               | 1      | 6      | 13       | 7       | 2  | 1        | 97     |
| 3    | Kimi Räikkönen       | Ferrari     | 8†        | 1       | 2       | 1         | 3      | 9      | NU     | 2  | 4               | 6      | 3     | NU              | 18†    | 9      | 15†      | 3       | 3  | 3        | 75     |
| 4    | Robert Kubica        | BMW Sauber  | NU        | 2       | 3       | 4         | 4      | 2      | 1      | 5  | NU              | 7      | 8     | 3               | 6      | 3      | 11       | 2       | 6  | 11       | 75     |
| 5    | Fernando Alonso      | Renault     | 4         | 8       | 10      | NU        | 6      | 10     | NU     | 8  | 6               | 11     | 4     | NU              | 4      | 4      | 1        | 1       | 4  | 2        | 61     |
| 6    | Nick Heidfeld        | BMW Sauber  | 2         | 6       | 4       | 9         | 5      | 14     | 2      | 13 | 2               | 4      | 10    | 9               | 2      | 5      | 6        | 9       | 5  | 10       | 60     |
| 7    | Heikki Kovalainen    | McLaren     | 5         | 3       | 5       | NU        | 12     | 8      | 9      | 4  | 5               | 5      | 1     | 4               | 10†    | 2      | 10       | NU      | NU | 7        | 53     |
| 8    | Sebastian Vettel     | Toro Rosso  | NU        | NU      | NU      | NU        | 17     | 5      | 8      | 12 | NU              | 8      | NU    | 6               | 5      | 1      | 5        | 6       | 9  | 4        | 35     |
| 9    | Jarno Trulli         | Toyota      | NU        | 4       | 6       | 8         | 10     | 13     | 6      | 3  | 7               | 9      | 7     | 5               | 16     | 13     | NU       | 5       | NU | 8        | 31     |
| 10   | Timo Glock           | Toyota      | NU        | NU      | 9       | 11        | 13     | 12     | 4      | 11 | 12              | NU     | 2     | 7               | 9      | 11     | 4        | NU      | 7  | 6        | 25     |
| 11   | Mark Webber          | Red Bull    | NU        | 7       | 7       | 5         | 7      | 4      | 12     | 6  | 10              | NU     | 9     | 12              | 8      | 8      | NU       | 8       | 14 | 9        | 21     |
| 12   | Nelson Piquet Jr.    | Renault     | NU        | 11      | NU      | NU        | 15     | NU     | NU     | 7  | NU              | 2      | 6     | 11              | NU     | 10     | NU       | 4       | 8  | NU       | 19     |
| 13   | Nico Rosberg         | Williams    | 3         | 14      | 8       | NU        | 8      | NU     | 10     | 16 | 9               | 10     | 14    | 8               | 12     | 14     | 2        | 11      | 15 | 12       | 17     |
| 14   | Rubens Barrichello   | Honda       | DK        | 13      | 11      | NU        | 14     | 6      | 7      | 14 | 3               | NU     | 16    | 16              | NU     | 17     | NU       | 13      | 11 | 15       | 11     |
| 15   | Kazuki Nakajima      | Williams    | 6         | 17      | 14      | 7         | NU     | 7      | NU     | 15 | 8               | 14     | 13    | 15              | 14     | 12     | 8        | 15      | 12 | 17       | 9      |
| 16   | David Coulthard      | Red Bull    | NU        | 9       | 18      | 12        | 9      | NU     | 3      | 9  | NU              | 13     | 11    | 17              | 11     | 16     | 7        | NU      | 10 | NU       | 8      |
| 17   | Sébastien Bourdais   | Toro Rosso  | 7†        | NU      | 15      | NU        | NU     | NU     | 13     | 17 | 11              | 12     | 18    | 10              | 7      | 18     | 12       | 10      | 13 | 14       | 4      |
| 18   | Jenson Button        | Honda       | NU        | 10      | NU      | 6         | 11     | 11     | 11     | NU | NU              | 17     | 12    | 13              | 15     | 15     | 9        | 14      | 16 | 13       | 3      |
| 19   | Giancarlo Fisichella | Force India | NU        | 12      | 12      | 10        | NU     | NU     | NU     | 18 | NU              | 16     | 15    | 14              | 17     | NU     | 14       | NU      | 17 | 18       | 0      |
| 20   | Adrian Sutil         | Force India | NU        | NU      | 19      | NU        | 16     | NU     | NU     | 19 | NU              | 15     | NU    | NU              | 13     | 19     | NU       | NU      | NU | 16       | 0      |
| 21   | Takuma Satō          | Super Aguri | NU        | 16      | 17      | 13        |        |        |        |    |                 |        |       |                 |        |        |          |         |    |          | 0      |
| 22   | Anthony Davidson     | Super Aguri | NU        | 15      | 16      | NU        |        |        |        |    |                 |        |       |                 |        |        |          |         |    |          | 0      |
| Poz. | Kierowca             | Konstruktor | Australia | Malezja | Bahrajn | Hiszpania | Turcja | Monako | Kanada |    | Wielka Brytania | Niemcy | Węgry | Unia Europejska | Belgia | Włochy | Singapur | Japonia |    | Brazylia | Punkty |

#### Konstruktorzy
| Legenda oznaczeń w tabelach wyników Wyświetl szablon na nowej stronie | Legenda oznaczeń w tabelach wyników Wyświetl szablon na nowej stronie                                                                     |
| Oznaczenie                                                            | Wyjaśnienie |
| --------------------------------------------------------------------- | --- |
| Złoty                                                                 | Zwycięzca lub mistrzostwo |
| Srebrny                                                               | 2. miejsce lub wicemistrzostwo |
| Brązowy                                                               | 3. miejsce lub II wicemistrzostwo |
| Zielony                                                               | Ukończył, punktował (w klasyfikacji generalnej, gdy zdobył co najmniej jeden punkt na przestrzeni sezonu, poza trzema powyższymi opcjami) |
| Niebieski                                                             | Ukończył, nie punktował (w klasyfikacji generalnej, gdy nie zdobył co najmniej jednego punktu na przestrzeni sezonu)                      |
| Czerwony                                                              | Nie zakwalifikował się (NZ) |
| Czerwony                                                              | Nie prekwalifikował się (NPK) |
| Różowy                                                                | Nie ukończył (NU) |
| Różowy                                                                | Niesklasyfikowany (NS) (w klasyfikacji generalnej, gdy nie został sklasyfikowany w żadnym wyścigu sezonu)                                 |
| Czarny                                                                | Zdyskwalifikowany (DK) |
| Czarny                                                                | Wykluczony (WYK/EX) |
| Biały                                                                 | Nie wystartował (NW) |
| Biały                                                                 | Kontuzjowany (K/INJ) |
| Biały                                                                 | Wyścig odwołany (OD/C) |
| Bez koloru                                                            | Został wycofany (WYC/WD) |
| Bez koloru                                                            | Nie przybył (NP/DNA) |
| Bez koloru                                                            | Nie brał udziału w treningach (NT/DNP) |
| Bez koloru                                                            | Nie został zgłoszony (–) |
| Pogrubienie                                                           | Start z pole position |
| Kursywa                                                               | Najszybsze okrążenie wyścigu |
| †                                                                     | Nie ukończył, ale jego rezultat został zaliczony ze względu na przejechanie więcej niż 90% dystansu wyścigu.                              |
| *                                                                     | Sezon w trakcie |
| 1/2/3                                                                 | Punktowana pozycja w sprincie |
| Lista systemów punktacji Formuły 1                                    | |

| Poz. | Konstruktor         | Nr | Australia | Malezja | Bahrajn | Hiszpania | Turcja | Monako | Kanada |    | Wielka Brytania | Niemcy | Węgry | Unia Europejska | Belgia | Włochy | Singapur | Japonia |    | Brazylia | Punkty |
| ---- | ------------------- | -- | --------- | ------- | ------- | --------- | ------ | ------ | ------ | -- | --------------- | ------ | ----- | --------------- | ------ | ------ | -------- | ------- | -- | -------- | ------ |
| 1    | Ferrari             | 1  | 8†        | 1       | 2       | 1         | 3      | 9      | NU     | 2  | 4               | 6      | 3     | NU              | 18†    | 9      | 15†      | 3       | 3  | 3        | 172    |
| 1    | Ferrari             | 2  | NU        | NU      | 1       | 2         | 1      | 3      | 5      | 1  | 13              | 3      | 17†   | 1               | 1      | 6      | 13       | 7       | 2  | 1        | 172    |
| 2    | McLaren-Mercedes    | 22 | 1         | 5       | 13      | 3         | 2      | 1      | NU     | 10 | 1               | 1      | 5     | 2               | 3      | 7      | 3        | 12      | 1  | 5        | 151    |
| 2    | McLaren-Mercedes    | 23 | 5         | 3       | 5       | NU        | 12     | 8      | 9      | 4  | 5               | 5      | 1     | 4               | 10     | 2      | 10       | NU      | NU | 7        | 151    |
| 3    | BMW Sauber          | 3  | 2         | 6       | 4       | 9         | 5      | 14     | 2      | 13 | 2               | 4      | 10    | 9               | 2      | 5      | 6        | 9       | 5  | 10       | 135    |
| 3    | BMW Sauber          | 4  | NU        | 2       | 3       | 4         | 4      | 2      | 1      | 5  | NU              | 7      | 8     | 3               | 6      | 3      | 11       | 2       | 6  | 11       | 135    |
| 4    | Renault             | 5  | 4         | 8       | 10      | NU        | 6      | 10     | NU     | 8  | 6               | 11     | 4     | NU              | 4      | 4      | 1        | 1       | 4  | 2        | 80     |
| 4    | Renault             | 6  | NU        | 11      | NU      | NU        | 15     | NU     | NU     | 7  | NU              | 2      | 6     | 11              | NU     | 10     | NU       | 4       | 8  | NU       | 80     |
| 5    | Toyota              | 11 | NU        | 4       | 6       | 8         | 10     | 13     | 6      | 3  | 7               | 9      | 7     | 5               | 16     | 11     | NU       | 5       | NU | 8        | 56     |
| 5    | Toyota              | 12 | NU        | NU      | 9       | 11        | 13     | 12     | 4      | 11 | 12              | NU     | 2     | 7               | 9      | 13     | 4        | NU      | 7  | 6        | 56     |
| 6    | Toro Rosso-Ferrari  | 14 | 7†        | NU      | 15      | NU        | NU     | NU     | 13     | 17 | 11              | 12     | 18    | 10              | 7      | 18     | 12       | 10      | 13 | 14       | 39     |
| 6    | Toro Rosso-Ferrari  | 15 | NU        | NU      | NU      | NU        | 17     | 5      | 8      | 12 | NU              | 8      | NU    | 6               | 5      | 1      | 5        | 6       | 9  | 4        | 39     |
| 7    | Red Bull-Renault    | 9  | NU        | 9       | 18      | 12        | 9      | NU     | 3      | 9  | NU              | 13     | 11    | 17              | 11     | 16     | 7        | NU      | 10 | NU       | 29     |
| 7    | Red Bull-Renault    | 10 | NU        | 7       | 7       | 5         | 7      | 4      | 12     | 6  | 10              | NU     | 9     | 12              | 8      | 8      | NU       | 8       | 14 | 9        | 29     |
| 8    | Williams-Toyota     | 7  | 3         | 14      | 8       | NU        | 8      | NU     | 10     | 16 | 9               | 10     | 14    | 8               | 12     | 14     | 2        | 11      | 15 | 12       | 26     |
| 8    | Williams-Toyota     | 8  | 6         | 17      | 14      | 7         | NU     | 7      | NU     | 15 | 8               | 14     | 13    | 15              | 14     | 12     | 8        | 15      | 12 | 17       | 26     |
| 9    | Honda               | 16 | NU        | 10      | NU      | 6         | 11     | 11     | 11     | NU | NU              | 17     | 12    | 13              | 15     | 15     | 9        | 14      | 16 | 13       | 14     |
| 9    | Honda               | 17 | DK        | 13      | 11      | NU        | 14     | 6      | 7      | 14 | 3               | NU     | 16    | 16              | NU     | 17     | NU       | 13      | 11 | 15       | 14     |
| 10   | Force India-Ferrari | 20 | NU        | NU      | 19      | NU        | 16     | NU     | NU     | 19 | NU              | 15     | NU    | NU              | 13     | 19     | NU       | NU      | NU | 16       | 0      |
| 10   | Force India-Ferrari | 21 | NU        | 12      | 12      | 10        | NU     | NU     | NU     | 18 | NU              | 16     | 15    | 14              | 17     | NU     | 14       | NU      | 17 | 18       | 0      |
| 11   | Super Aguri-Honda   | 18 | NU        | 16      | 17      | 13        |        |        |        |    |                 |        |       |                 |        |        |          |         |    |          | 0      |
| 11   | Super Aguri-Honda   | 19 | NU        | 15      | 16      | NU        |        |        |        |    |                 |        |       |                 |        |        |          |         |    |          | 0      |
| Poz. | Konstruktor         | Nr | Australia | Malezja | Bahrajn | Hiszpania | Turcja | Monako | Kanada |    | Wielka Brytania | Niemcy | Węgry | Unia Europejska | Belgia | Włochy | Singapur | Japonia |    | Brazylia | Punkty |

## Zmiany w regulaminach

### Regulamin sportowy
- Silnik i skrzynia biegów
  - Każda jednostka przeznaczona do testów lub wyścigów będzie wyposażona w ECU dostarczone przez FIA.[95]
  - Za wymianę skrzyni biegów w trakcie trwania dwu-wyścigowego cyklu kierowca zostanie przesunięty o pięć pozycji na starcie najbliższego wyścigu[95].
  - Zmiana wartości przełożeń w skrzyni biegów może być dokonana tylko raz na każdy wyścig pod nadzorem FIA.[95]
  - Uszkodzone przełożenia i wałki widełek sprzęgła mogą być wymieniane bez kary, o ile będzie ewidentne, że uszkodzenie nie zostało spowodowane umyślnie.
- Aerodynamika
  - Ograniczenie ilości zmian wprowadzanych w trakcie sezonu

### Regulamin techniczny
- Silnik
  - Układy ECU zostaną dostarczone pod marką Microsoft, a ich producentem będzie McLaren Electronic Systems
  - Nie można modyfikować silników[96][97]
- Zakazanie systemu kontroli trakcji[98]